# Guipavas
Guipavas (bret. Gwipavaz) – miejscowość i gmina we Francji, w regionie Bretania, w departamencie Finistère.
Według danych na rok 1990 gminę zamieszkiwało 11 956 osób, a gęstość zaludnienia wynosiła 271 osób/km² (wśród 1269 gmin Bretanii Guipavas plasuje się na 21. miejscu pod względem liczby ludności, natomiast pod względem powierzchni na miejscu 106.).